# Европско првенство у кошарци 2015.
Европско првенство у кошарци 2015. (Евробаскет 2015) је 39. по реду европско кошаркашко првенство за мушкарце које је одржано у Француској, Хрватској, Немачкој и Летонији. Првобитно такмичење је требало да се одржи у Украјини, али је због нестабилне политичке ситуације и рата у тој земљи ФИБА Европа одлучила да домаћинство додјели другој земљи (земљама). 
На основу резултата са Европског првенства 2015. познати су први учесници кошаркашког турнира на Љетњим олимпијским играма 2016. у Рио де Жанеиру. Француска је бранила титулу, али је поражена у полуфиналу од Шпаније. Титулу првака Европе освојила је Шпанија побједивши у финалу Литванију са 80:63.

## Градови домаћини
| Први круг                    | Први круг                             | Први круг                      | Први круг                    | Други круг и завршница               |
| ---------------------------- | ------------------------------------- | ------------------------------ | ---------------------------- | ------------------------------------ |
| Монпеље                      | Берлин                                | Загреб                         | Рига                         | Лил                                  |
| Парк арена Капацитет: 10.700 | Арена Мерцедес Бенц Капацитет: 14.500 | Арена Загреб Капацитет: 16.500 | Арена Рига Капацитет: 12.500 | Стадион Пјер Мороа Капацитет: 27.500 |
|                              |                                       |                                |                              |                                      |

## Учесници
| Такмичење | Датум | Број тимова | Квалификовани |
| --- | ----- | ----------- | --- |
| Земља домаћин |       | 4           | Летонија · Немачка · Француска · Хрватска |
| Репрезентације квалификоване учешћем на Свјетском првенству 2014. (првих 7 пласираних на Европском првенству 2013.) |       | 7           | Литванија · Словенија · Србија · Француска · Хрватска · Украјина · Шпанија                                                                    |
| Позивница |       | 3           | Грчка · Турска · Финска |
| Побједник првог круга у квалификацији                                                                               |       | 1           | Естонија |
| Репрезентације квалификоване преко квалификација                                                                    |       | 13          | Босна и Херцеговина · Белгија · Грузија · Израел · Исланд · Италија · Летонија · Македонија · Немачка · Пољска · Русија · Холандија · Чешка · |

## Жреб
Жреб је одржан 8. децембра 2014. у Дизниленду, Француска.
| Шешир 1                                    | Шешир 2                                | Шешир 3                                         | Шешир 4                                 | Шешир 5                            | Шешир 6                                |
| ------------------------------------------ | -------------------------------------- | ----------------------------------------------- | --------------------------------------- | ---------------------------------- | -------------------------------------- |
| Француска · Литванија · Шпанија · Хрватска | Словенија · Украјина · Србија · Финска | Грчка · Турска · Летонија · Босна и Херцеговина | Пољска · Белгија · Македонија · Италија | Немачка · Израел · Чешка · Грузија | Холандија · Русија · Исланд · Естонија |

## Први круг
- Сва времена су по средњоевропском времену.

| Група А                                                             | Група Б                                                | Група Ц                                                         | Група Д                                                      |
| ------------------------------------------------------------------- | ------------------------------------------------------ | --------------------------------------------------------------- | ------------------------------------------------------------ |
| Русија · Босна и Херцеговина · Француска · Финска · Пољска · Израел | Исланд · Турска · Шпанија · Србија · Италија · Немачка | Холандија · Грчка · Хрватска · Словенија · Македонија · Грузија | Естонија · Летонија · Литванија · Украјина · Белгија · Чешка |

### Група А (Монпеље,Француска)
| Табела групе А      | ОУ | П | ПО | КД  | КП  | КР  | Бод |
| ------------------- | -- | - | -- | --- | --- | --- | --- |
| Француска           | 5  | 5 | 0  | 407 | 335 | +72 | 10  |
| Израел              | 5  | 3 | 2  | 375 | 384 | -9  | 8   |
| Пољска              | 5  | 3 | 2  | 367 | 352 | +15 | 8   |
| Финска              | 5  | 2 | 3  | 387 | 392 | -5  | 7   |
| Русија              | 5  | 1 | 4  | 379 | 374 | +5  | 6   |
| Босна и Херцеговина | 5  | 1 | 4  | 324 | 402 | -78 | 6   |

| 5. септембар 2015. 15:00 | Извјештај | Пољска                                                     | 68 : 64 | Босна и Херцеговина                | Парк арена, Монпеље Судије: Фернандо Роша, Рено Желер, Јургис Лауринавициус |  |
| 5. септембар 2015. 15:00 | Извјештај | Четвртине: 16:18, 24:12, 18:23, 10:11                      |         |                                    | Парк арена, Монпеље Судије: Фернандо Роша, Рено Желер, Јургис Лауринавициус |  |
| 5. септембар 2015. 15:00 | Извјештај | Поени: Вачински 15 Скокови: Кулиг 8 Асистенције: Поњитка 6 |         | Стипановић 20 Милошевић 7 Ренфро 5 | Парк арена, Монпеље Судије: Фернандо Роша, Рено Желер, Јургис Лауринавициус |  |

| 5. септембар 2015. 17:30 | Извјештај | Израел                                                 | 76 : 73 | Русија                                                     | Парк арена, Монпеље Судије: Матеј Балтаузер, Синиша Херцег, Апостолос Калпакес |  |
| 5. септембар 2015. 17:30 | Извјештај | Четвртине: 18:21, 11:18, 21:10, 26:24                  |         |                                                            | Парк арена, Монпеље Судије: Матеј Балтаузер, Синиша Херцег, Апостолос Калпакес |  |
| 5. септембар 2015. 17:30 | Извјештај | Поени: Каспи 21 Скокови: Каспи 9 Асистенције: Охајон 5 |         | Хвостов, Воронцевич 15 Воронцевич 13 Хвостов, Воронцевич 5 | Парк арена, Монпеље Судије: Матеј Балтаузер, Синиша Херцег, Апостолос Калпакес |  |

| 5. септембар 2015. 21:00 | Извјештај | Француска                                                          | 97 : 87 | Финска                       | Парк арена, Монпеље Гледаоци: 10.407 Судије: Ољегс Латишевс, Спиридон Гонтас, Игор Драгојевић |  |
| 5. септембар 2015. 21:00 | Извјештај | Четвртине: 24:22, 21:15, 23:23, 13:21                              |         |                              | Парк арена, Монпеље Гледаоци: 10.407 Судије: Ољегс Латишевс, Спиридон Гонтас, Игор Драгојевић |  |
| 5. септембар 2015. 21:00 | Извјештај | Поени: Паркер 23 Скокови: Ловерњ, де Коло 7 Асистенције: де Коло 6 |         | Вилсон 21 Марфи 11 Копонен 7 | Парк арена, Монпеље Гледаоци: 10.407 Судије: Ољегс Латишевс, Спиридон Гонтас, Игор Драгојевић |  |

| 6. септембар 2015. 15:00 | Извјештај | Русија                                                    | 79 : 82 | Пољска                        | Парк арена, Монпеље Судије: Ољегс Латишевс, Синиша Херцег, Антони Синтерниклас |  |
| 6. септембар 2015. 15:00 | Извјештај | Четвртине: 22:19, 18:23, 16:18, 23:22                     |         |                               | Парк арена, Монпеље Судије: Ољегс Латишевс, Синиша Херцег, Антони Синтерниклас |  |
| 6. септембар 2015. 15:00 | Извјештај | Поени: Зубков 21 Скокови: Зубков 7 Асистенције: Хвостов 5 |         | Вачињски 23 Гортат 6 Слотер 5 | Парк арена, Монпеље Судије: Ољегс Латишевс, Синиша Херцег, Антони Синтерниклас |  |

| 6. септембар 2015. 17:30 | Извјештај | Финска                                                  | 66 : 79 | Израел                        | Парк арена, Монпеље Судије: Фернандо Рока, Спиридон Гонтас, Рено Желер |  |
| 6. септембар 2015. 17:30 | Извјештај | Четвртине: 13:25, 18:21, 23:16, 12:17                   |         |                               | Парк арена, Монпеље Судије: Фернандо Рока, Спиридон Гонтас, Рено Желер |  |
| 6. септембар 2015. 17:30 | Извјештај | Поени: Марфи 24 Скокови: Марфи 9 Асистенције: Копонен 5 |         | Елијаху 22 Фишер 11 Елијаху 6 | Парк арена, Монпеље Судије: Фернандо Рока, Спиридон Гонтас, Рено Желер |  |

| 6. септембар 2015. 21:00 | Извјештај | Босна и Херцеговина                                                        | 54 : 81 | Француска                                    | Парк арена, Монпеље Гледаоци: 10.212 Судије: Матеј Болтаузер, Апостолос Калпакас, Јургис Лауринавичијус |  |
| 6. септембар 2015. 21:00 | Извјештај | Четвртине: 15:17, 11:20, 10:30, 18:14                                      |         |                                              | Парк арена, Монпеље Гледаоци: 10.212 Судије: Матеј Болтаузер, Апостолос Калпакас, Јургис Лауринавичијус |  |
| 6. септембар 2015. 21:00 | Извјештај | Поени: Стипановић, Кикановић 10 Скокови: Албијанић 6 Асистенције: Шутало 4 |         | Ловерњ, де Коло 12 Ловерњ, де Коло 7 Дијао 6 | Парк арена, Монпеље Гледаоци: 10.212 Судије: Матеј Болтаузер, Апостолос Калпакас, Јургис Лауринавичијус |  |

| 7. септембар 2015. 15:00 | Извјештај | Финска                                                        | 81 : 79 | Русија                                         | Парк арена, Монпеље Судије: Матеј Болтаузер, Игор Драгојевић, Јургис Лауринавичијус |  |
| 7. септембар 2015. 15:00 | Извјештај | Четвртине: 16:20, 20:18, 27:26, 18:15                         |         |                                                | Парк арена, Монпеље Судије: Матеј Болтаузер, Игор Драгојевић, Јургис Лауринавичијус |  |
| 7. септембар 2015. 15:00 | Извјештај | Поени: Марфи 19 Скокови: Коти, Марфи 7 Асистенције: Копонен 6 |         | Фридзон 22 Воронцевич 11 Хвостов, Воронцевич 5 | Парк арена, Монпеље Судије: Матеј Болтаузер, Игор Драгојевић, Јургис Лауринавичијус |  |

| 7. септембар 2015. 17:30 | Извјештај | Израел                                                | 84 : 86 | Босна и Херцеговина              | Парк арена, Монпеље Гледаоци: 6.288 Судије: Фернандо Роша, Ољегс Латишевс, Антони Синтерниклас |  |
| 7. септембар 2015. 17:30 | Извјештај | Четвртине: 29:16, 16:19, 15:25, 15:15                 |         |                                  | Парк арена, Монпеље Гледаоци: 6.288 Судије: Фернандо Роша, Ољегс Латишевс, Антони Синтерниклас |  |
| 7. септембар 2015. 17:30 | Извјештај | Поени: Каспи 29 Скокови: Фишер 8 Асистенције: Мекел 7 |         | Гордић 22 Стипановић 18 Ренфро 8 | Парк арена, Монпеље Гледаоци: 6.288 Судије: Фернандо Роша, Ољегс Латишевс, Антони Синтерниклас |  |

| 7. септембар 2015. 21:00 | Извјештај | Француска                                                | 69 : 66 | Пољска                                  | Парк арена, Монпеље Гледаоци: 10.016 Судије: Спиридон Гонтас, Синиша Херцег, Рено Желер |  |
| 7. септембар 2015. 21:00 | Извјештај | Четвртине: 14:14, 16:12, 22:21, 17:19                    |         |                                         | Парк арена, Монпеље Гледаоци: 10.016 Судије: Спиридон Гонтас, Синиша Херцег, Рено Желер |  |
| 7. септембар 2015. 21:00 | Извјештај | Поени: Паркер 16 Скокови: де Коло 8 Асистенције: Дијао 5 |         | Вачињски 18 Гортат 11 Кожарек, Слотер 3 | Парк арена, Монпеље Гледаоци: 10.016 Судије: Спиридон Гонтас, Синиша Херцег, Рено Желер |  |

| 9. септембар 2015. 15:00 | Извјештај | Босна и Херцеговина                                                        | 59 : 88 | Финска                        | Парк арена, Монпеље Судије: Ољегс Латишевс, Синиша Херцег, Антони Синтерниклас |  |
| 9. септембар 2015. 15:00 | Извјештај | Четвртине: 12:19, 15:22, 15:31, 17:16                                      |         |                               | Парк арена, Монпеље Судије: Ољегс Латишевс, Синиша Херцег, Антони Синтерниклас |  |
| 9. септембар 2015. 15:00 | Извјештај | Поени: Албијанић 14 Скокови: Кикановић, Стипановић 5 Асистенције: Ренфро 6 |         | Вилсон 16 Нутинен 8 Копонен 6 | Парк арена, Монпеље Судије: Ољегс Латишевс, Синиша Херцег, Антони Синтерниклас |  |

| 9. септембар 2015. 17:30 | Извјештај | Пољска                                                             | 73 : 75 | Израел                            | Парк арена, Монпеље Судије: Матеј Болтаузер, Спиридон Гортас, Игор Драгојевић |  |
| 9. септембар 2015. 17:30 | Извјештај | Четвртине: 24:22, 8:13, 18:16, 23:24                               |         |                                   | Парк арена, Монпеље Судије: Матеј Болтаузер, Спиридон Гортас, Игор Драгојевић |  |
| 9. септембар 2015. 17:30 | Извјештај | Поени: Кулиг, Вачински 13 Скокови: Гортат 8 Асистенције: Поњитка 6 |         | Каспи 35 Фишер 8 Лимонад, Мекел 5 | Парк арена, Монпеље Судије: Матеј Болтаузер, Спиридон Гортас, Игор Драгојевић |  |

| 9. септембар 2015. 21:00 | Извјештај | Русија                                                          | 67 : 74 | Француска                    | Парк арена, Монпеље Гледаоци: 10.564 Судије: Фернандо Роша, Јургис Лауринавичијус, Апостолос Калпакас |  |
| 9. септембар 2015. 21:00 | Извјештај | Четвртине: 24:16, 12:18, 16:19, 15:21                           |         |                              | Парк арена, Монпеље Гледаоци: 10.564 Судије: Фернандо Роша, Јургис Лауринавичијус, Апостолос Калпакас |  |
| 9. септембар 2015. 21:00 | Извјештај | Поени: Фридзон 20 Скокови: Воронцевич 9 Асистенције: Хвостов 10 |         | де Коло 13 Гобер 10 Паркер 4 | Парк арена, Монпеље Гледаоци: 10.564 Судије: Фернандо Роша, Јургис Лауринавичијус, Апостолос Калпакас |  |

| 10. септембар 2015. 15:00 | Извјештај | Финска                                                  | 65 : 78 | Пољска                         | Парк арена, Монпеље Судије: Фернандо Роша, Јургис Лауринавичијус, Рено Желер |  |
| 10. септембар 2015. 15:00 | Извјештај | Четвртине: 20:23, 21:19, 11:16, 13:20                   |         |                                | Парк арена, Монпеље Судије: Фернандо Роша, Јургис Лауринавичијус, Рено Желер |  |
| 10. септембар 2015. 15:00 | Извјештај | Поени: Хаф 17 Скокови: Нутинен 8 Асистенције: Копонен 8 |         | Вачињски 17 Поњитка 6 Слотер 8 | Парк арена, Монпеље Судије: Фернандо Роша, Јургис Лауринавичијус, Рено Желер |  |

| 10. септембар 2015. 17:30 | Извјештај | Босна и Херцеговина                                                    | 61 : 81 | Русија                                   | Парк арена, Монпеље Гледаоци: 6.519 Судије: Матеј Болтаузер, Спиридон Гонтас, Апостолос Калпакас |  |
| 10. септембар 2015. 17:30 | Извјештај | Четвртине: 22:12, 9:19, 19:24, 11:26                                   |         |                                          | Парк арена, Монпеље Гледаоци: 6.519 Судије: Матеј Болтаузер, Спиридон Гонтас, Апостолос Калпакас |  |
| 10. септембар 2015. 17:30 | Извјештај | Поени: Стипановић 22 Скокови: три играча 6 Асистенције: Буза, Гордић 5 |         | Зубков 17 Воронцевич, Зубков 7 Хвостов 5 | Парк арена, Монпеље Гледаоци: 6.519 Судије: Матеј Болтаузер, Спиридон Гонтас, Апостолос Калпакас |  |

| 10. септембар 2015. 21:00 | Извјештај | Израел                                                       | 61 : 86 | Француска                             | Парк арена, Монпеље Гледаоци: 9.755 Судије: Ољегс Латишевс, Синиша Херцег, Игор Драгојевић |  |
| 10. септембар 2015. 21:00 | Извјештај | Четвртине: 10:22, 17:16, 21:24, 13:24                        |         |                                       | Парк арена, Монпеље Гледаоци: 9.755 Судије: Ољегс Латишевс, Синиша Херцег, Игор Драгојевић |  |
| 10. септембар 2015. 21:00 | Извјештај | Поени: Лимонад 13 Скокови: Кадир 9 Асистенције: три играча 4 |         | Гоберт 15 Гоберт 10 Де Коло, Паркер 4 | Парк арена, Монпеље Гледаоци: 9.755 Судије: Ољегс Латишевс, Синиша Херцег, Игор Драгојевић |  |

### Група Б (Берлин,Немачка)
| Табела групе Б | ОУ | П | ПО | КД  | КП  | КР  | Бод |
| -------------- | -- | - | -- | --- | --- | --- | --- |
| Србија         | 5  | 5 | 0  | 433 | 354 | +79 | 10  |
| Шпанија        | 5  | 3 | 2  | 448 | 411 | +37 | 8   |
| Италија        | 5  | 3 | 2  | 434 | 434 | 0   | 8   |
| Турска         | 5  | 3 | 2  | 429 | 459 | -30 | 8   |
| Немачка        | 5  | 1 | 4  | 370 | 379 | -9  | 6   |
| Исланд         | 5  | 0 | 5  | 368 | 445 | -77 | 5   |

| 5. септембар 2015. 15:00 | Извјештај | Немачка                                                                    | 71 : 65 | Исланд                               | Арена Мерцедес Бенц, Берлин Гледаоци: 12.500 Судије: Сретен Радовић, Аре Халико, Милош Кољеншић |  |
| 5. септембар 2015. 15:00 | Извјештај | Четвртине: 20:14, 21:12, 18:17, 12:22                                      |         |                                      | Арена Мерцедес Бенц, Берлин Гледаоци: 12.500 Судије: Сретен Радовић, Аре Халико, Милош Кољеншић |  |
| 5. септембар 2015. 15:00 | Извјештај | Поени: Новицки, Шредер 15 Скокови: Новицки, Ципсер 7 Асистенције: Шредер 4 |         | Стефансон 23 Берингсон 8 Стефансон 5 | Арена Мерцедес Бенц, Берлин Гледаоци: 12.500 Судије: Сретен Радовић, Аре Халико, Милош Кољеншић |  |

| 5. септембар 2015. 18:00 | Извјештај | Шпанија                                                   | 70 : 80 | Србија                             | Арена Мерцедес Бенц, Берлин Гледаоци: 9.750 Судије: Христос Христодулу, Сергиј Зачук, Роберт Виклички |  |
| 5. септембар 2015. 18:00 | Извјештај | Четвртине: 21:11, 15:23, 16:28, 18:18                     |         |                                    | Арена Мерцедес Бенц, Берлин Гледаоци: 9.750 Судије: Христос Христодулу, Сергиј Зачук, Роберт Виклички |  |
| 5. септембар 2015. 18:00 | Извјештај | Поени: П. Гасол 16 Скокови: Миротић 10 Асистенције: Љуљ 6 |         | Бјелица 23 Бјелица 10 Богдановић 5 | Арена Мерцедес Бенц, Берлин Гледаоци: 9.750 Судије: Христос Христодулу, Сергиј Зачук, Роберт Виклички |  |

| 5. септембар 2015. 21:00 | Извјештај | Италија                                                         | 87 : 89 | Турска                            | Арена Мерцедес Бенц, Берлин Гледаоци: 10.760 Судије: Борис Рижик, Сашо Петек, Томаш Јашевичијус |  |
| 5. септембар 2015. 21:00 | Извјештај | Четвртине: 13:26, 29:25, 19:15, 26:23                           |         |                                   | Арена Мерцедес Бенц, Берлин Гледаоци: 10.760 Судије: Борис Рижик, Сашо Петек, Томаш Јашевичијус |  |
| 5. септембар 2015. 21:00 | Извјештај | Поени: Галинари 33 Скокови: три играча 5 Асистенције: Ђентиле 5 |         | Ерден 22 Ерден 8 Гулер, Мухамед 9 | Арена Мерцедес Бенц, Берлин Гледаоци: 10.760 Судије: Борис Рижик, Сашо Петек, Томаш Јашевичијус |  |

| 6. септембар 2015. 15:00 | Извјештај | Србија                                                                           | 68 : 66 | Немачка                               | Арена Мерцедес Бенц, Берлин Гледаоци: 13.050 Судије: Борис Рижик, Аре Халико, Томаш Јашевичијус |  |
| 6. септембар 2015. 15:00 | Извјештај | Четвртине: 19:18, 20:20, 11:10, 18:18                                            |         |                                       | Арена Мерцедес Бенц, Берлин Гледаоци: 13.050 Судије: Борис Рижик, Аре Халико, Томаш Јашевичијус |  |
| 6. септембар 2015. 15:00 | Извјештај | Поени: Бјелица 12 Скокови: Кузмић, Недовић 7 Асистенције: Богдановић, Теодосић 4 |         | Новицки, Плајс 15 Новицки 10 Шредер 6 | Арена Мерцедес Бенц, Берлин Гледаоци: 13.050 Судије: Борис Рижик, Аре Халико, Томаш Јашевичијус |  |

| 6. септембар 2015. 18:00 | Извјештај | Исланд                                                         | 64 : 71 | Италија                          | Арена Мерцедес Бенц, Берлин Гледаоци: 4.100 Судије: Кристос Кристодулу, Сергиј Зашчук, Игор Митровски |  |
| 6. септембар 2015. 18:00 | Извјештај | Четвртине: 21:22, 16:19, 11:11, 16:19                          |         |                                  | Арена Мерцедес Бенц, Берлин Гледаоци: 4.100 Судије: Кристос Кристодулу, Сергиј Зашчук, Игор Митровски |  |
| 6. септембар 2015. 18:00 | Извјештај | Поени: Палсон 17 Скокови: Берингсон 7 Асистенције: Стефансон 6 |         | Ђентиле 21 Галинари 10 Ђентиле 4 | Арена Мерцедес Бенц, Берлин Гледаоци: 4.100 Судије: Кристос Кристодулу, Сергиј Зашчук, Игор Митровски |  |

| 6. септембар 2015. 21:00 | Извјештај | Турска                                                              | 77 : 104 | Шпанија                          | Арена Мерцедес Бенц, Берлин Гледаоци: 6.750 Судије: Сретен Радовић, Сашо Петек, Милош Кољеншић |  |
| 6. септембар 2015. 21:00 | Извјештај | Четвртине: 18:24, 20:30, 18:27, 21:23                               |          |                                  | Арена Мерцедес Бенц, Берлин Гледаоци: 6.750 Судије: Сретен Радовић, Сашо Петек, Милош Кољеншић |  |
| 6. септембар 2015. 21:00 | Извјештај | Поени: Иљасова 15 Скокови: Осман, Саваш 4 Асистенције: три играча 2 |          | Гасол 21 Гасол 7 Родригез, Љуљ 5 | Арена Мерцедес Бенц, Берлин Гледаоци: 6.750 Судије: Сретен Радовић, Сашо Петек, Милош Кољеншић |  |

| 8. септембар 2015. 14:30 | Извјетшај | Србија                                                                      | 93 : 64 | Исланд                                        | Арена Мерцедес Бенц, Берлин Гледаоци: 2.800 Судије: Сретен Радовић, Роберт Виклички, Игор Митровски |  |
| 8. септембар 2015. 14:30 | Извјетшај | Четвртине: 24:16, 18:16, 25:16, 26:16                                       |         |                                               | Арена Мерцедес Бенц, Берлин Гледаоци: 2.800 Судије: Сретен Радовић, Роберт Виклички, Игор Митровски |  |
| 8. септембар 2015. 14:30 | Извјетшај | Поени: Недовић 15 Скокови: Богдановић 7 Асистенције: Богдановић, Теодосић 6 |         | Гунарсон 18 Сигурдарсон 6 Стефансон, Палсон 4 | Арена Мерцедес Бенц, Берлин Гледаоци: 2.800 Судије: Сретен Радовић, Роберт Виклички, Игор Митровски |  |

| 8. септембар 2015. 17:45 | Извјештај | Немачка                                                           | 75 : 80 | Турска                     | Арена Мерцедес Бенц, Берлин Гледаоци: 13.050 Судије: Кристос Кристодулу, Сергиј Зашчук, Милош Кољеншић |  |
| 8. септембар 2015. 17:45 | Извјештај | Четвртине: 11:31, 13:10, 19:19, 32:20                             |         |                            | Арена Мерцедес Бенц, Берлин Гледаоци: 13.050 Судије: Кристос Кристодулу, Сергиј Зашчук, Милош Кољеншић |  |
| 8. септембар 2015. 17:45 | Извјештај | Поени: Шредер 24 Скокови: Новицки, Шредер 5 Асистенције: Шредер 6 |         | Осман 17 Ерден 9 Мухамед 5 | Арена Мерцедес Бенц, Берлин Гледаоци: 13.050 Судије: Кристос Кристодулу, Сергиј Зашчук, Милош Кољеншић |  |

| 8. септембар 2015. 21:00 | Извјештај | Шпанија                                              | 98 : 105 | Италија                           | Арена Мерцедес Бенц, Берлин Гледаоци: 4.400 Судије: Борис Рижик, Сашо Петек, Аре Халико |  |
| 8. септембар 2015. 21:00 | Извјештај | Четвртине: 20:19, 25:23, 18:31, 35:32                |          |                                   | Арена Мерцедес Бенц, Берлин Гледаоци: 4.400 Судије: Борис Рижик, Сашо Петек, Аре Халико |  |
| 8. септембар 2015. 21:00 | Извјештај | Поени: Гасол 34 Скокови: Гасол 10 Асистенције: Љуљ 9 |          | Галинари 27 Галинари 8 Белинели 7 | Арена Мерцедес Бенц, Берлин Гледаоци: 4.400 Судије: Борис Рижик, Сашо Петек, Аре Халико |  |

| 9. септембар 2015. 14:30 | Извјештај | Турска                                                  | 72 : 91 | Србија                                     | Арена Мерцедес Бенц, Берлин Гледаоци: 4.400 Судије: Борис Рижик, Сергиј Зашчук, Томаш Јашевичијус |  |
| 9. септембар 2015. 14:30 | Извјештај | Четвртине: 14:30, 21:23, 24:18, 13:20                   |         |                                            | Арена Мерцедес Бенц, Берлин Гледаоци: 4.400 Судије: Борис Рижик, Сергиј Зашчук, Томаш Јашевичијус |  |
| 9. септембар 2015. 14:30 | Извјештај | Поени: Мухамед 16 Скокови: Осман 9 Асистенције: Гулер 6 |         | Радуљица 20 Кузмић, Радуљица 6 Теодосић 13 | Арена Мерцедес Бенц, Берлин Гледаоци: 4.400 Судије: Борис Рижик, Сергиј Зашчук, Томаш Јашевичијус |  |

| 9. септембар 2015. 17:45 | Извјештај | Италија                                                                       | 89 : 82 | Немачка                       | Арена Мерцедес Бенц, Берлин Гледаоци: 13.050 Судије: Кристос Кристодулу, Сретен Радовић, Милош Кољеншић |  |
| 9. септембар 2015. 17:45 | Извјештај | Четвртине: 17:22, 25:20, 12:18, 22:17, 13:6                                   |         |                               | Арена Мерцедес Бенц, Берлин Гледаоци: 13.050 Судије: Кристос Кристодулу, Сретен Радовић, Милош Кољеншић |  |
| 9. септембар 2015. 17:45 | Извјештај | Поени: Галинари 25 Скокови: Галинари, Арадори 9 Асистенције: Ђентиле, Хакет 4 |         | Шредер 29 Новицки 10 Шредер 7 | Арена Мерцедес Бенц, Берлин Гледаоци: 13.050 Судије: Кристос Кристодулу, Сретен Радовић, Милош Кољеншић |  |

| 9. септембар 2015. 21:00 | Извјештај | Исланд                                                            | 73 : 99 | Шпанија                                     | Арена Мерцедес Бенц, Берлин Гледаоци: 4.000 Судије: Сашо Петек, Роберт Виклицки, Игор Митровски |  |
| 9. септембар 2015. 21:00 | Извјештај | Четвртине: 16:20, 20:21, 19:33, 18:25                             |         |                                             | Арена Мерцедес Бенц, Берлин Гледаоци: 4.000 Судије: Сашо Петек, Роберт Виклицки, Игор Митровски |  |
| 9. септембар 2015. 21:00 | Извјештај | Поени: Стефансон 17 Скокови: Берингсон 8 Асистенције: Стефансон 6 |         | Миротић 22 Гасол 7 Родригез, Сан Еметерио 6 | Арена Мерцедес Бенц, Берлин Гледаоци: 4.000 Судије: Сашо Петек, Роберт Виклицки, Игор Митровски |  |

| 10. септембар 2015. 14:30 | Извјештај | Србија                                                        | 101 : 82 | Италија                        | Арена Мерцедес Бенц, Берлин Гледаоци: 4.185 Судије: Кристос Кристодулу, Сергиј Зашчук, Сашо Петек |  |
| 10. септембар 2015. 14:30 | Извјештај | Четвртине: 25:19, 23:21, 26:19, 27:23                         |          |                                | Арена Мерцедес Бенц, Берлин Гледаоци: 4.185 Судије: Кристос Кристодулу, Сергиј Зашчук, Сашо Петек |  |
| 10. септембар 2015. 14:30 | Извјештај | Поени: Теодосић 26 Скокови: Бјелица 8 Асистенције: Теодосић 8 |          | Ђентиле 19 Арадори 6 Ђентиле 6 | Арена Мерцедес Бенц, Берлин Гледаоци: 4.185 Судије: Кристос Кристодулу, Сергиј Зашчук, Сашо Петек |  |

| 10. септембар 2015. 17:45 | Извештај | Немачка                                                  | 76 : 77 | Шпанија                      | Арена Мерцедес Бенц, Берлин Гледаоци: 13.050 Судије: Сретен Радовић, Борис Рижик, Милош Кољеншић |  |
| 10. септембар 2015. 17:45 | Извештај | Четвртине: 20:18, 18:23, 10:19, 28:17                    |         |                              | Арена Мерцедес Бенц, Берлин Гледаоци: 13.050 Судије: Сретен Радовић, Борис Рижик, Милош Кољеншић |  |
| 10. септембар 2015. 17:45 | Извештај | Поени: Шредер 26 Скокови: Плајс 10 Асистенције: Шредер 7 |         | Родригез 19 Гасол 11 Гасол 6 | Арена Мерцедес Бенц, Берлин Гледаоци: 13.050 Судије: Сретен Радовић, Борис Рижик, Милош Кољеншић |  |

| 10. септембар 2015. 21:00 | Извјештај | Турска                                                              | 111 : 102 | Исланд                                 | Арена Мерцедес Бенц, Берлин Гледаоци: 3.850 Судије: Роберт Виклицки, Томаш Јашевичијус, Аре Халико |  |
| 10. септембар 2015. 21:00 | Извјештај | Четвртине: 29:22, 18:25, 27:20, 17:24, 20:11                        |           |                                        | Арена Мерцедес Бенц, Берлин Гледаоци: 3.850 Судије: Роберт Виклицки, Томаш Јашевичијус, Аре Халико |  |
| 10. септембар 2015. 21:00 | Извјештај | Поени: Мухамед 28 Скокови: Мухамед 12 Асистенције: Иљасова, Осман 6 |           | Сигурдарсон 22 Берингсон 8 Стефансон 8 | Арена Мерцедес Бенц, Берлин Гледаоци: 3.850 Судије: Роберт Виклицки, Томаш Јашевичијус, Аре Халико |  |

### Група Ц (Загреб,Хрватска)
| Табела групе Ц | ОУ | П | ПО | КД  | КП  | КР  | Бод |
| -------------- | -- | - | -- | --- | --- | --- | --- |
| Грчка          | 5  | 5 | 0  | 387 | 340 | +47 | 10  |
| Хрватска       | 5  | 3 | 2  | 359 | 343 | +16 | 8   |
| Словенија      | 5  | 3 | 2  | 367 | 356 | +11 | 8   |
| Грузија        | 5  | 2 | 3  | 369 | 364 | +5  | 7   |
| Македонија     | 5  | 1 | 4  | 324 | 381 | -57 | 6   |
| Холандија      | 5  | 1 | 4  | 355 | 377 | -22 | 6   |

| 5. септембар 2015. 15:00 | Извјештај | Грузија                                                                     | 72 : 73 | Холандија                     | Арена Загреб, Загреб Гледаоци: 2.391 Судије: Бенхамин Хименез Трухиљо, Гентиан Цици, Зафер Јилмаз |  |
| 5. септембар 2015. 15:00 | Извјештај | Четвртине: 17:17, 9:19, 22:22, 24:15                                        |         |                               | Арена Загреб, Загреб Гледаоци: 2.391 Судије: Бенхамин Хименез Трухиљо, Гентиан Цици, Зафер Јилмаз |  |
| 5. септембар 2015. 15:00 | Извјештај | Поени: Пачулија, Шенгелија 16 Скокови: Саникидзе 9 Асистенције: Шенгелија 5 |         | Клоф 22 де Јонг 6 Схафтенар 4 | Арена Загреб, Загреб Гледаоци: 2.391 Судије: Бенхамин Хименез Трухиљо, Гентиан Цици, Зафер Јилмаз |  |

| 5. септембар 2015. 18:00 | Извјештај | Македонија                                                                     | 65 : 85 | Грчка                           | Арена Загреб, Загреб Гледаоци: 2.500 Судије: Роберт Лотермозер, Сержио Силва, Иља Путенко |  |
| 5. септембар 2015. 18:00 | Извјештај | Четвртине: 16:23, 15:15, 19:21, 15:26                                          |         |                                 | Арена Загреб, Загреб Гледаоци: 2.500 Судије: Роберт Лотермозер, Сержио Силва, Иља Путенко |  |
| 5. септембар 2015. 18:00 | Извјештај | Поени: Костоски 20 Скокови: Самарџиски 6 Асистенције: Самарџиски, Симоновски 3 |         | Принтезис 18 Куфос 11 Калатес 8 | Арена Загреб, Загреб Гледаоци: 2.500 Судије: Роберт Лотермозер, Сержио Силва, Иља Путенко |  |

| 5. септембар 2015. 21:00 | Извјештај | Хрватска                                             | 80 : 73 | Словенија                               | Арена Загреб, Загреб Гледаоци: 11.730 Судије: Луиђи Ламоника, Јакуб Замојски, Жан-Шарл Колен |  |
| 5. септембар 2015. 21:00 | Извјештај | Четвртине: 17:23, 27:15, 21:16, 15:19                |         |                                         | Арена Загреб, Загреб Гледаоци: 11.730 Судије: Луиђи Ламоника, Јакуб Замојски, Жан-Шарл Колен |  |
| 5. септембар 2015. 21:00 | Извјештај | Поени: Симон 20 Скокови: Шарић 7 Асистенције: Укић 4 |         | Драгић 14 Блашич 6 Препелич, Клобучар 4 | Арена Загреб, Загреб Гледаоци: 11.730 Судије: Луиђи Ламоника, Јакуб Замојски, Жан-Шарл Колен |  |

| 6. септембар 2015. 15:00 | Извјештај | Холандија                                                           | 71 : 78 | Македонија                          | Арена Загреб, Загреб Гледаоци: 1.170 Судије: Луиђи Ламоника, Зафер Јилмаз, Жан-Шарл Колен |  |
| 6. септембар 2015. 15:00 | Извјештај | Четвртине: 20:19, 11:24, 18:13, 22:22                               |         |                                     | Арена Загреб, Загреб Гледаоци: 1.170 Судије: Луиђи Ламоника, Зафер Јилмаз, Жан-Шарл Колен |  |
| 6. септембар 2015. 15:00 | Извјештај | Поени: Н. де Јонг 19 Скокови: Норел 9 Асистенције: Клоф, Вилијамс 3 |         | Илијевски 14 Хендрикс 7 Илијевски 7 | Арена Загреб, Загреб Гледаоци: 1.170 Судије: Луиђи Ламоника, Зафер Јилмаз, Жан-Шарл Колен |  |

| 6. септембар 2015. 18:00 | Извјештај | Словенија                                                                    | 79 : 68 | Грузија                             | Арена Загреб, Загреб Гледаоци: 3.892 Судије: Сержио Силва, Гентиан Цици, Петри Ментиле |  |
| 6. септембар 2015. 18:00 | Извјештај | Четвртине: 17:13, 24:13, 24:22, 14:20                                        |         |                                     | Арена Загреб, Загреб Гледаоци: 3.892 Судије: Сержио Силва, Гентиан Цици, Петри Ментиле |  |
| 6. септембар 2015. 18:00 | Извјештај | Поени: Препелич 21 Скокови: Препелич, Слокар 5 Асистенције: Омић, Препелич 4 |         | Шенгелија 21 Шермадини 4 Цинцадзе 7 | Арена Загреб, Загреб Гледаоци: 3.892 Судије: Сержио Силва, Гентиан Цици, Петри Ментиле |  |

| 6. септембар 2015. 21:00 | Извјештај | Грчка                                                       | 72 : 70 | Хрватска                | Арена Загреб, Загреб Гледаоци: 12.000 Судије: Роберт Лотермосер, Бенхамин Хименез Трујиљо, Јакуб Замојски |  |
| 6. септембар 2015. 21:00 | Извјештај | Четвртине: 13:18, 15:15, 23:24, 21:13                       |         |                         | Арена Загреб, Загреб Гледаоци: 12.000 Судије: Роберт Лотермосер, Бенхамин Хименез Трујиљо, Јакуб Замојски |  |
| 6. септембар 2015. 21:00 | Извјештај | Поени: Спанулис 16 Скокови: Куфос 9 Асистенције: Спанулис 6 |         | Симон 18 Шарић 6 Укић 4 | Арена Загреб, Загреб Гледаоци: 12.000 Судије: Роберт Лотермосер, Бенхамин Хименез Трујиљо, Јакуб Замојски |  |

| 8. септембар 2015. 15:00 | Извјештај | Словенија                                                  | 81 : 74 | Холандија                      | Арена Загреб, Загреб Гледаоци: 1.841 Судије: Роберт Лотермосер, Јакуб Замојски, Иља Путенко |  |
| 8. септембар 2015. 15:00 | Извјештај | Четвртине: 23:15, 18:14, 16:23, 24:22                      |         |                                | Арена Загреб, Загреб Гледаоци: 1.841 Судије: Роберт Лотермосер, Јакуб Замојски, Иља Путенко |  |
| 8. септембар 2015. 15:00 | Извјештај | Поени: Препелич 16 Скокови: Омић 7 Асистенције: Препелич 6 |         | Клоф 25 Клоф, де Јонг 6 Клоф 4 | Арена Загреб, Загреб Гледаоци: 1.841 Судије: Роберт Лотермосер, Јакуб Замојски, Иља Путенко |  |

| 8. септембар 2015. 18:00 | Извјештај | Грузија                                                          | 68 : 79 | Грчка                          | Арена Загреб, Загреб Гледаоци: 588 Судије: Бенхамин Хименез Трухиљо, Сержио Силва, Зафер Јилмаз |  |
| 8. септембар 2015. 18:00 | Извјештај | Четвртине: 15:25, 7:25, 26:11, 20:18                             |         |                                | Арена Загреб, Загреб Гледаоци: 588 Судије: Бенхамин Хименез Трухиљо, Сержио Силва, Зафер Јилмаз |  |
| 8. септембар 2015. 18:00 | Извјештај | Поени: Шенгелија 20 Скокови: Шенгелија 8 Асистенције: Пачулија 5 |         | Калатес 19 Бурусис 5 Калатес 8 | Арена Загреб, Загреб Гледаоци: 588 Судије: Бенхамин Хименез Трухиљо, Сержио Силва, Зафер Јилмаз |  |

| 8. септембар 2015. 21:00 | Извјештај | Хрватска                                              | 73 : 55 | Македонија                            | Арена Загреб, Загреб Гледаоци: 9.828 Судије: Луиђи Ламоника, Гентиан Цици, Петри Ментиле |  |
| 8. септембар 2015. 21:00 | Извјештај | Четвртине: 15:18, 15:14, 22:10, 21:13                 |         |                                       | Арена Загреб, Загреб Гледаоци: 9.828 Судије: Луиђи Ламоника, Гентиан Цици, Петри Ментиле |  |
| 8. септембар 2015. 21:00 | Извјештај | Поени: Шарић 15 Скокови: Томић 9 Асистенције: Симон 5 |         | Самарџиски 10 Хендрикс 6 три играча 3 | Арена Загреб, Загреб Гледаоци: 9.828 Судије: Луиђи Ламоника, Гентиан Цици, Петри Ментиле |  |

| 9. септембар 2015. 15:00 | Извјештај | Грчка                                                         | 83 : 72 | Словенија                     | Арена Загреб, Загреб Гледаоци: 5.578 Судије: Луиђи Ламоника, Бенхамин Хименез Трухиљо, Гентиан Цици |  |
| 9. септембар 2015. 15:00 | Извјештај | Четвртине: 23:17, 23:14, 16:22, 21:19                         |         |                               | Арена Загреб, Загреб Гледаоци: 5.578 Судије: Луиђи Ламоника, Бенхамин Хименез Трухиљо, Гентиан Цици |  |
| 9. септембар 2015. 15:00 | Извјештај | Поени: Спанулис 19 Скокови: Бурусис 8 Асистенције: Спанулис 6 |         | Блажич 27 Блажич 5 Препелич 4 | Арена Загреб, Загреб Гледаоци: 5.578 Судије: Луиђи Ламоника, Бенхамин Хименез Трухиљо, Гентиан Цици |  |

| 9. септембар 2015. 18:00 | Извјештај | Македонија                                                                           | 75 : 90 | Грузија                            | Арена Загреб, Загреб Гледаоци: 680 Судије: Роберт Лотермозер, Јакуб Замојски, Петри Ментиле |  |
| 9. септембар 2015. 18:00 | Извјештај | Четвртине: 18:21, 19:27, 18:23, 20:19                                                |         |                                    | Арена Загреб, Загреб Гледаоци: 680 Судије: Роберт Лотермозер, Јакуб Замојски, Петри Ментиле |  |
| 9. септембар 2015. 18:00 | Извјештај | Поени: Д. Стојановски, Хендрикс 14 Скокови: Хендрикс 7 Асистенције: В. Стојановски 3 |         | Пачулија 23 Пачулија 14 Цинцадзе 6 | Арена Загреб, Загреб Гледаоци: 680 Судије: Роберт Лотермозер, Јакуб Замојски, Петри Ментиле |  |

| 9. септембар 2015. 21:00 | Извјештај | Холандија                                                               | 72 : 78 | Хрватска                 | Арена Загреб, Загреб Гледаоци: 6.200 Судије: Сержио Силва, Иља Путенко, Жан-Шарл Колен |  |
| 9. септембар 2015. 21:00 | Извјештај | Четвртине: 18:14, 17:25, 18:23, 19:16                                   |         |                          | Арена Загреб, Загреб Гледаоци: 6.200 Судије: Сержио Силва, Иља Путенко, Жан-Шарл Колен |  |
| 9. септембар 2015. 21:00 | Извјештај | Поени: Схафтенар 19 Скокови: Де Јонг Смолдерс 6 Асистенције: Вилијамс 5 |         | Симон 18 Томић 8 Симон 8 | Арена Загреб, Загреб Гледаоци: 6.200 Судије: Сержио Силва, Иља Путенко, Жан-Шарл Колен |  |

| 10. септембар 2015. 15:00 | Извјештај | Словенија                                                 | 62 : 51 | Македонија                            | Арена Загреб, Загреб Гледаоци: 4.438 Судије: Роберт Лотермозер, Сержио Силва, Иља Путенко |  |
| 10. септембар 2015. 15:00 | Извјештај | Четвртине: 24:10, 7:14, 21:17, 10:10                      |         |                                       | Арена Загреб, Загреб Гледаоци: 4.438 Судије: Роберт Лотермозер, Сержио Силва, Иља Путенко |  |
| 10. септембар 2015. 15:00 | Извјештај | Поени: Драгић 20 Скокови: Омић 11 Асистенције: Клобучар 6 |         | Илиевски 15 Трајковски 9 Симоновски 3 | Арена Загреб, Загреб Гледаоци: 4.438 Судије: Роберт Лотермозер, Сержио Силва, Иља Путенко |  |

| 10. септембар 2015. 18:00 | Извјештај | Грузија                                                           | 71 : 58 | Хрватска                          | Арена Загреб, Загреб Гледаоци: 6.600 Судије: Луиђи Ламоника, Бенхамин Хименез, Жан-Шарл Колен |  |
| 10. септембар 2015. 18:00 | Извјештај | Четвртине: 14–13, 11:15, 22:16, 24:14                             |         |                                   | Арена Загреб, Загреб Гледаоци: 6.600 Судије: Луиђи Ламоника, Бенхамин Хименез, Жан-Шарл Колен |  |
| 10. септембар 2015. 18:00 | Извјештај | Поени: три играча 12 Скокови: Пачулија 7 Асистенције: Шенгелија 5 |         | Жорић 16 Три играча 5 Стипчевић 5 | Арена Загреб, Загреб Гледаоци: 6.600 Судије: Луиђи Ламоника, Бенхамин Хименез, Жан-Шарл Колен |  |

| 10. септембар 2015. 21:00 | Извјештај | Грчка                                                                | 68 : 65 | Холандија                           | Арена Загреб, Загреб Гледаоци: 368 Судије: Јакуб Замојски, Зафер Јилмаз, Петри Ментиле |  |
| 10. септембар 2015. 21:00 | Извјештај | Четвртине: 17:19, 17:12, 18:15, 16:19                                |         |                                     | Арена Загреб, Загреб Гледаоци: 368 Судије: Јакуб Замојски, Зафер Јилмаз, Петри Ментиле |  |
| 10. септембар 2015. 21:00 | Извјештај | Поени: Антетокумбо 11 Скокови: Антетокумбо 11 Асистенције: Калатес 5 |         | Клоф 15 Смеулдерс 8 Клоф, Слагтер 4 | Арена Загреб, Загреб Гледаоци: 368 Судије: Јакуб Замојски, Зафер Јилмаз, Петри Ментиле |  |

### Група Д (Рига,Летонија)
| Табела групе Д | ОУ | П | ПО | КД  | КП  | КР  | Бод |
| -------------- | -- | - | -- | --- | --- | --- | --- |
| Литванија      | 5  | 4 | 1  | 360 | 336 | +24 | 9   |
| Летонија       | 5  | 3 | 2  | 348 | 339 | +9  | 8   |
| Чешка          | 5  | 3 | 2  | 370 | 342 | +28 | 8   |
| Белгија        | 5  | 3 | 2  | 370 | 344 | +26 | 8   |
| Естонија       | 5  | 1 | 4  | 316 | 374 | -58 | 6   |
| Украјина       | 5  | 1 | 4  | 349 | 378 | -29 | 6   |

| 5. септембар 2015. 14:30 | Извјештај | Чешка                                                           | 80 : 57 | Естонија                     | Арена Рига, Рига Гледаоци: 5.142 Судије: Илија Белошевић, Амит Балак, Саверио Ланцарини |  |
| 5. септембар 2015. 14:30 | Извјештај | Четвртине: 18:9, 25:15, 21:11, 16:22                            |         |                              | Арена Рига, Рига Гледаоци: 5.142 Судије: Илија Белошевић, Амит Балак, Саверио Ланцарини |  |
| 5. септембар 2015. 14:30 | Извјештај | Поени: Весели 16 Скокови: Весели 8 Асистенције: четири играча 3 |         | Вене 18 Вене 13 три играча 2 | Арена Рига, Рига Гледаоци: 5.142 Судије: Илија Белошевић, Амит Балак, Саверио Ланцарини |  |

| 5. септембар 2015. 17:30 | Извјештај | Белгија                                                       | 67 : 78 | Летонија                                  | Арена Рига, Рига Гледаоци: 8.217 Судије: Емилио Перез, Емин Могулкоч, Марћин Ковалски |  |
| 5. септембар 2015. 17:30 | Извјештај | Четвртине: 19:25, 19:15, 14:11, 15:27                         |         |                                           | Арена Рига, Рига Гледаоци: 8.217 Судије: Емилио Перез, Емин Могулкоч, Марћин Ковалски |  |
| 5. септембар 2015. 17:30 | Извјештај | Поени: Ервел 13 Скокови: Ервел, де Зев 6 Асистенције: Ервел 7 |         | Меиерс 15 Фрејманис, Тима 5 Стрелнијекс 7 | Арена Рига, Рига Гледаоци: 8.217 Судије: Емилио Перез, Емин Могулкоч, Марћин Ковалски |  |

| 5. септембар 2015. 20:30 | Извјештај | Литванија                                                             | 69 : 68 | Украјина                      | Арена Рига, Рига Гледаоци: 8.846 Судије: Миливоје Јовчић, Еди Вијатор, Сигмундур Хербетсон |  |
| 5. септембар 2015. 20:30 | Извјештај | Четвртине: 19:12, 14:14, 17:19, 19:23                                 |         |                               | Арена Рига, Рига Гледаоци: 8.846 Судије: Миливоје Јовчић, Еди Вијатор, Сигмундур Хербетсон |  |
| 5. септембар 2015. 20:30 | Извјештај | Поени: Јанкунас 22 Скокови: Валанчијунас 11 Асистенције: Калнијетис 7 |         | Фесенко 19 Фесенко 11 Рендл 6 | Арена Рига, Рига Гледаоци: 8.846 Судије: Миливоје Јовчић, Еди Вијатор, Сигмундур Хербетсон |  |

| 6. септембар 2015. 14:30 | Извјештај | Естонија                                              | 55 : 84 | Белгија                            | Арена Рига, Рига Гледаоци: 5.142 Судије: Миливоје Јовчић, Еди Вијатор, Марћин Ковалски |  |
| 6. септембар 2015. 14:30 | Извјештај | Четвртине: 9:27, 9:19, 26:23                          |         |                                    | Арена Рига, Рига Гледаоци: 5.142 Судије: Миливоје Јовчић, Еди Вијатор, Марћин Ковалски |  |
| 6. септембар 2015. 14:30 | Извјештај | Поени: Вене 12 Скокови: Веидеман 8 Асистенције: Сок 4 |         | Лоџески 16 Ервел, Лоџески 6 Табу 4 | Арена Рига, Рига Гледаоци: 5.142 Судије: Миливоје Јовчић, Еди Вијатор, Марћин Ковалски |  |

| 6. септембар 2015. 17:30 | Извјештај | Летонија                                                                   | 49 : 68 | Литванија                                 | Арена Рига, Рига Гледаоци: 10.492 Судије: Илија Белошевић, Петар Обрадовић, Саверио Ланцарини |  |
| 6. септембар 2015. 17:30 | Извјештај | Четвртине: 19:13, 9:16, 11:20, 10:19                                       |         |                                           | Арена Рига, Рига Гледаоци: 10.492 Судије: Илија Белошевић, Петар Обрадовић, Саверио Ланцарини |  |
| 6. септембар 2015. 17:30 | Извјештај | Поени: Берзињш, Фрејманис 8 Скокови: Фрејманис 9 Асистенције: Јаниченокс 4 |         | Валанчијунас 15 Мачијулис 10 Калнијетис 6 | Арена Рига, Рига Гледаоци: 10.492 Судије: Илија Белошевић, Петар Обрадовић, Саверио Ланцарини |  |

| 6. септембар 2015. 20:30 | Извјештај | Украјина                                                    | 64 : 78 | Чешка                           | Арена Рига, Рига Гледаоци: 614 Судије: Емилио Перез, Емин Могулкоч, Амит Балак |  |
| 6. септембар 2015. 20:30 | Извјештај | Четвртине: 14:20, 16:26, 15:19, 19:13                       |         |                                 | Арена Рига, Рига Гледаоци: 614 Судије: Емилио Перез, Емин Могулкоч, Амит Балак |  |
| 6. септембар 2015. 20:30 | Извјештај | Поени: Фесенко 14 Скокови: Фесенко 8 Асистенције: Лукашов 4 |         | Весели 19 Весели 9 Саторански 6 | Арена Рига, Рига Гледаоци: 614 Судије: Емилио Перез, Емин Могулкоч, Амит Балак |  |

| 7. септембар 2015. 14:30 | Извјештај | Литванија                                                                  | 74 : 76 | Белгија                                | Арена Рига, Рига Гледаоци: 3.570 Судије: Емилио Перез, Петар Обрадовић, Сигмундур Хербетсон |  |
| 7. септембар 2015. 14:30 | Извјештај | Четвртине: 20:12, 15:23, 19:22, 20:19                                      |         |                                        | Арена Рига, Рига Гледаоци: 3.570 Судије: Емилио Перез, Петар Обрадовић, Сигмундур Хербетсон |  |
| 7. септембар 2015. 14:30 | Извјештај | Поени: Валанчијунас 25 Скокови: Валанчијунас 12 Асистенције: Калнијетис 13 |         | Лоџески 20 Жиле 4 Лоџески, Ван Росом 5 | Арена Рига, Рига Гледаоци: 3.570 Судије: Емилио Перез, Петар Обрадовић, Сигмундур Хербетсон |  |

| 7. септембар 2015. 17:30 | Извјештај | Чешка                                                             | 65 : 72 | Летонија                                 | Арена Рига, Рига Гледаоци: 5.710 Судије: Миливоје Јовчић, Емин Могулкоч, Марћин Ковалски |  |
| 7. септембар 2015. 17:30 | Извјештај | Четвртине: 22:17, 11:23, 9:11, 23:21                              |         |                                          | Арена Рига, Рига Гледаоци: 5.710 Судије: Миливоје Јовчић, Емин Могулкоч, Марћин Ковалски |  |
| 7. септембар 2015. 17:30 | Извјештај | Поени: Саторански 22 Скокови: Весели 11 Асистенције: Саторански 9 |         | Блумс 14 Фрејманис, Тима 8 Стрелнијекс 7 | Арена Рига, Рига Гледаоци: 5.710 Судије: Миливоје Јовчић, Емин Могулкоч, Марћин Ковалски |  |

| 7. септембар 2015. 20:30 | Извјештај | Украјина                                                    | 71 : 78 | Естонија                        | Арена Рига, Рига Гледаоци: 2.795 Судије: Илија Белошевић, Еди Вјатор, Амит Балак |  |
| 7. септембар 2015. 20:30 | Извјештај | Четвртине: 15:14, 23:14, 6:22, 27:28                        |         |                                 | Арена Рига, Рига Гледаоци: 2.795 Судије: Илија Белошевић, Еди Вјатор, Амит Балак |  |
| 7. септембар 2015. 20:30 | Извјештај | Поени: Рендл 22 Скокови: Пустозвонов 7 Асистенције: Рендл 4 |         | Арбет 26 Вене 8 Сок, Веидеман 6 | Арена Рига, Рига Гледаоци: 2.795 Судије: Илија Белошевић, Еди Вјатор, Амит Балак |  |

| 9. септембар 2015. 14:30 | Извјештај | Белгија                                                  | 64 : 66 | Чешка                            | Арена Рига, Рига Гледаоци: 477 Судије: Илија Белошевић, Саверио Ланцарини, Петар Обрадовић |  |
| 9. септембар 2015. 14:30 | Извјештај | Четвртине: 17:21, 11:12, 16:18, 20:15                    |         |                                  | Арена Рига, Рига Гледаоци: 477 Судије: Илија Белошевић, Саверио Ланцарини, Петар Обрадовић |  |
| 9. септембар 2015. 14:30 | Извјештај | Поени: Табу 12 Скокови: Ервел 9 Асистенције: Ван Росом 7 |         | Весели 21 Весели 12 Саторански 9 | Арена Рига, Рига Гледаоци: 477 Судије: Илија Белошевић, Саверио Ланцарини, Петар Обрадовић |  |

| 9. септембар 2015. 17:30 | Извјештај | Летонија                                                                 | 74 : 75 | Украјина                      | Арена Рига, Рига Гледаоци: 5.998 Судије: Емилио Перез, Миливоје Јовчић, Сигмундру Хербетсон |  |
| 9. септембар 2015. 17:30 | Извјештај | Четвртине: 21:14, 18:24, 23:22, 12:15                                    |         |                               | Арена Рига, Рига Гледаоци: 5.998 Судије: Емилио Перез, Миливоје Јовчић, Сигмундру Хербетсон |  |
| 9. септембар 2015. 17:30 | Извјештај | Поени: Бертанс 17 Скокови: Берзињш 6 Асистенције: Бертанс, Стрелнијекс 5 |         | Фесенко 21 Фесенко 10 Рендл 5 | Арена Рига, Рига Гледаоци: 5.998 Судије: Емилио Перез, Миливоје Јовчић, Сигмундру Хербетсон |  |

| 9. септембар 2015. 20:30 | Извјештај | Естонија                                           | 62 : 64 | Литванија                              | Арена Рига, Рига Гледаоци: 6.985 Судије: Емин Могулкоч, Марћин Ковалски, Амит Балак |  |
| 9. септембар 2015. 20:30 | Извјештај | Четвртине: 15:20, 16:18, 20:11, 11:15              |         |                                        | Арена Рига, Рига Гледаоци: 6.985 Судије: Емин Могулкоч, Марћин Ковалски, Амит Балак |  |
| 9. септембар 2015. 20:30 | Извјештај | Поени: Талтс 20 Скокови: Вене 7 Асистенције: Сок 5 |         | Мачијулис 15 Мачијулис 10 Калнијетис 7 | Арена Рига, Рига Гледаоци: 6.985 Судије: Емин Могулкоч, Марћин Ковалски, Амит Балак |  |

| 10. септембар 2015. 14:30 | Извјештај | Украјина                                                   | 71 : 79 | Белгија                    | Арена Рига, Рига Гледаоци: 387 Судије: Миливоје Јовчић, Марћин Ковалски, Сигмундур Хербетсон |  |
| 10. септембар 2015. 14:30 | Извјештај | Четвртине: 19:14, 20:21, 15:24, 17:20                      |         |                            | Арена Рига, Рига Гледаоци: 387 Судије: Миливоје Јовчић, Марћин Ковалски, Сигмундур Хербетсон |  |
| 10. септембар 2015. 14:30 | Извјештај | Поени: Фесенко 20 Скокови: Фесенко 11 Асистенције: Рендл 4 |         | Жиле 15 Табу 8 Ван Росом 6 | Арена Рига, Рига Гледаоци: 387 Судије: Миливоје Јовчић, Марћин Ковалски, Сигмундур Хербетсон |  |

| 10. септембар 2015. 17:30 | Извјештај | Летонија                                                                  | 75 : 64 | Естонија                     | Арена Рига, Рига Гледаоци: 9.073 Судије: Илија Белошевић, Еди Вијатор, Саверио Ланцарини |  |
| 10. септембар 2015. 17:30 | Извјештај | Четвртине: 15:29, 18:15, 22:5, 20:15                                      |         |                              | Арена Рига, Рига Гледаоци: 9.073 Судије: Илија Белошевић, Еди Вијатор, Саверио Ланцарини |  |
| 10. септембар 2015. 17:30 | Извјештај | Поени: Стрелнијекс 21 Скокови: Тима 6 Асистенције: Бертанс, Стрелнијекс 3 |         | Арбет 16 Кангур 8 Веидеман 8 | Арена Рига, Рига Гледаоци: 9.073 Судије: Илија Белошевић, Еди Вијатор, Саверио Ланцарини |  |

| 10. септембар 2015. 20:30 | Извјештај | Чешка                                                           | 81 : 85 | Литванија                                  | Арена Рига, Рига Гледаоци: 4.669 Судије: Емилио Перез, Емин Могулкоч, Петар Обрадовић |  |
| 10. септембар 2015. 20:30 | Извјештај | Четвртине: 18:12, 19:15, 14:28, 18:14, 12:16                    |         |                                            | Арена Рига, Рига Гледаоци: 4.669 Судије: Емилио Перез, Емин Могулкоч, Петар Обрадовић |  |
| 10. септембар 2015. 20:30 | Извјештај | Поени: Шилб 18 Скокови: Саторански 9 Асистенције: Саторански 15 |         | Кузминскас 18 Валанчијунас 10 Калнијетис 4 | Арена Рига, Рига Гледаоци: 4.669 Судије: Емилио Перез, Емин Могулкоч, Петар Обрадовић |  |

## Елиминациона фаза
Све утакмице су одигране на Стадиону Пјер Мороа у Лилу, Француска.
- Сва времена су по средњоевропском времену.

|  | Осмина финала       | Осмина финала       |                     |    | Четвртфинале | Четвртфинале |                     |                     | Полуфинале | Полуфинале |  |  | Финале | Финале |
|  |                     |                     |                     |    |              |              |                     |                     |            |            |  |  |        |        |
|  | 12. септембар 2015. |                     |                     |    |              |              |                     |                     |            |            |  |  |        |        |
|  |                     |                     |                     |    |              |              |                     |                     |            |            |  |  |        |        |
|  | Француска           | 76                  |                     |    |              |              |                     |                     |            |            |  |  |        |        |
|  | Француска           | 76                  | 15. септембар 2015. |    |              |              |                     |                     |            |            |  |  |        |        |
|  | Турска              | 53                  |                     |    |              |              |                     |                     |            |            |  |  |        |        |
|  | Турска              | 53                  | Француска           | 84 |              |              |                     |                     |            |            |  |  |        |        |
|  | 12. септембар 2015. |                     | Француска           | 84 |              |              |                     |                     |            |            |  |  |        |        |
|  |                     | Летонија            | 70                  |    |              |              |                     |                     |            |            |  |  |        |        |
|  | Летонија            | Летонија            | 70                  | 73 |              |              |                     |                     |            |            |  |  |        |        |
|  | Летонија            |                     | 17. септембар 2015. | 73 |              |              |                     |                     |            |            |  |  |        |        |
|  | Словенија           | 66                  |                     |    |              |              |                     |                     |            |            |  |  |        |        |
|  | Словенија           | 66                  | Француска           | 75 |              |              |                     |                     |            |            |  |  |        |        |
|  | 12. септембар 2015. |                     | Француска           | 75 |              |              |                     |                     |            |            |  |  |        |        |
|  |                     | Шпанија             | 80                  |    |              |              |                     |                     |            |            |  |  |        |        |
|  | Шпанија             | Шпанија             | 80                  | 80 |              |              |                     |                     |            |            |  |  |        |        |
|  | Шпанија             | 15. септембар 2015. |                     | 80 |              |              |                     |                     |            |            |  |  |        |        |
|  | Пољска              | 66                  |                     |    |              |              |                     |                     |            |            |  |  |        |        |
|  | Пољска              | 66                  | Шпанија             | 73 |              |              |                     |                     |            |            |  |  |        |        |
|  | 12. септембар 2015. |                     | Шпанија             | 73 |              |              |                     |                     |            |            |  |  |        |        |
|  |                     | Грчка               | 71                  |    |              |              |                     |                     |            |            |  |  |        |        |
|  | Грчка               | Грчка               | 71                  | 75 |              |              |                     |                     |            |            |  |  |        |        |
|  | Грчка               |                     | 20. септембар 2015. | 75 |              |              |                     |                     |            |            |  |  |        |        |
|  | Белгија             | 54                  |                     |    |              |              |                     |                     |            |            |  |  |        |        |
|  | Белгија             | 54                  | Шпанија             | 80 |              |              |                     |                     |            |            |  |  |        |        |
|  | 13. септембар 2015. |                     | Шпанија             | 80 |              |              |                     |                     |            |            |  |  |        |        |
|  |                     | Литванија           | 63                  |    |              |              |                     |                     |            |            |  |  |        |        |
|  | Србија              | Литванија           | 63                  | 94 |              |              |                     |                     |            |            |  |  |        |        |
|  | Србија              | 16. септембар 2015. |                     | 94 |              |              |                     |                     |            |            |  |  |        |        |
|  | Финска              | 81                  |                     |    |              |              |                     |                     |            |            |  |  |        |        |
|  | Финска              | 81                  | Србија              | 89 |              |              |                     |                     |            |            |  |  |        |        |
|  | 13. септембар 2015. |                     | Србија              | 89 |              |              |                     |                     |            |            |  |  |        |        |
|  |                     | Чешка               | 75                  |    |              |              |                     |                     |            |            |  |  |        |        |
|  | Хрватска            | Чешка               | 75                  | 59 |              |              |                     |                     |            |            |  |  |        |        |
|  | Хрватска            |                     | 18. септембар 2015. | 59 |              |              |                     |                     |            |            |  |  |        |        |
|  | Чешка               | 80                  |                     |    |              |              |                     |                     |            |            |  |  |        |        |
|  | Чешка               | 80                  | Србија              | 64 |              |              |                     |                     |            |            |  |  |        |        |
|  | 13. септембар 2015. |                     | Србија              | 64 |              |              |                     |                     |            |            |  |  |        |        |
|  |                     | Литванија           | 67                  |    | Треће место  | Треће место  |                     |                     |            |            |  |  |        |        |
|  | Израел              | Литванија           | 67                  | 52 | Треће место  | Треће место  |                     |                     |            |            |  |  |        |        |
|  | Израел              | 16. септембар 2015. | 16. септембар 2015. | 52 |              |              | 20. септембар 2015. | 20. септембар 2015. |            |            |  |  |        |        |
|  | Италија             | 16. септембар 2015. | 16. септембар 2015. | 82 |              |              | 20. септембар 2015. | 20. септембар 2015. |            |            |  |  |        |        |
|  | Италија             | Италија             | 85                  | 82 | Француска    | 81           |                     |                     |            |            |  |  |        |        |
|  | 13. септембар 2015. | Италија             | 85                  |    | Француска    | 81           |                     |                     |            |            |  |  |        |        |
|  |                     | Литванија           | 95                  |    | Србија       | 68           |                     |                     |            |            |  |  |        |        |
|  | Литванија           | Литванија           | 95                  | 85 | Србија       | 68           |                     |                     |            |            |  |  |        |        |
|  | Литванија           |                     |                     | 85 |              |              |                     |                     |            |            |  |  |        |        |
|  | Грузија             | 81                  |                     |    |              |              |                     |                     |            |            |  |  |        |        |
|  | Грузија             | 81                  |                     |    |              |              |                     |                     |            |            |  |  |        |        |

### Осмина финала
| 12. септембар 2015. 12:00 | Извјештај | Летонија                                                                         | 73 : 66 | Словенија                       | Стадион Пјер Мороа, Лил Гледаоци: 10.023 Судије: Емилио Перез, Роберт Лотермозер, Емин Могулкоч |  |
| 12. септембар 2015. 12:00 | Извјештај | Четвртине: 20:20, 22:20, 13:12, 18:14                                            |         |                                 | Стадион Пјер Мороа, Лил Гледаоци: 10.023 Судије: Емилио Перез, Роберт Лотермозер, Емин Могулкоч |  |
| 12. септембар 2015. 12:00 | Извјештај | Поени: Стрелнијекс 17 Скокови: Стрелнијекс, Берзињш 6 Асистенције: Стрелнијекс 8 |         | Драгић 17 Препелич 7 Препелич 5 | Стадион Пјер Мороа, Лил Гледаоци: 10.023 Судије: Емилио Перез, Роберт Лотермозер, Емин Могулкоч |  |

| 12. септембар 2015. 14:30 | Извјештај | Грчка                                                             | 75 : 54 | Белгија                     | Стадион Пјер Мороа, Лил Гледаоци: 13.672 Судије: Илија Белошевић, Бенхамин Хименез Трухиљо, Сергиј Зашчук |  |
| 12. септембар 2015. 14:30 | Извјештај | Четвртине: 16:15, 18:16, 23:11, 18:12                             |         |                             | Стадион Пјер Мороа, Лил Гледаоци: 13.672 Судије: Илија Белошевић, Бенхамин Хименез Трухиљо, Сергиј Зашчук |  |
| 12. септембар 2015. 14:30 | Извјештај | Поени: Бурусис 14 Скокови: Антетокумбо 10 Асистенције: Спанулис 6 |         | Жиле 14 Ервел 6 Ван Росом 3 | Стадион Пјер Мороа, Лил Гледаоци: 13.672 Судије: Илија Белошевић, Бенхамин Хименез Трухиљо, Сергиј Зашчук |  |

| 12. септембар 2015. 18:30 | Извјештај | Шпанија                                                    | 80 : 66 | Пољска                    | Стадион Пјер Мороа, Лил Гледаоци: 21.302 Судије: Борис Рижик, Синиша Херцег, Милош Кољеншић |  |
| 12. септембар 2015. 18:30 | Извјештај | Четвртине: 25:20, 16:19, 14:16, 25:11                      |         |                           | Стадион Пјер Мороа, Лил Гледаоци: 21.302 Судије: Борис Рижик, Синиша Херцег, Милош Кољеншић |  |
| 12. септембар 2015. 18:30 | Извјештај | Поени: Гасол 30 Скокови: Миротић 8 Асистенције: Родригез 5 |         | Кулиг 10 Кулиг 6 Слотер 6 | Стадион Пјер Мороа, Лил Гледаоци: 21.302 Судије: Борис Рижик, Синиша Херцег, Милош Кољеншић |  |

| 12. септембар 2015. 21:00 | Извјештај | Француска                                                  | 76 : 53 | Турска                          | Стадион Пјер Мороа, Лил Гледаоци: 26.135 Судије: Кристос Кристодулу, Матеј Болтаузер, Ољегс Латишевс |  |
| 12. септембар 2015. 21:00 | Извјештај | Четвртине: 17:18, 19:8, 23:14, 17:13                       |         |                                 | Стадион Пјер Мороа, Лил Гледаоци: 26.135 Судије: Кристос Кристодулу, Матеј Болтаузер, Ољегс Латишевс |  |
| 12. септембар 2015. 21:00 | Извјештај | Поени: де Коло 15 Скокови: Ловерњ 9 Асистенције: де Коло 7 |         | Иљасова 14 Иљасова 10 Мухамед 5 | Стадион Пјер Мороа, Лил Гледаоци: 26.135 Судије: Кристос Кристодулу, Матеј Болтаузер, Ољегс Латишевс |  |

| 13. септембар 2015. 12:00 | Извјештај | Хрватска                                                   | 59 : 80 | Чешка                             | Стадион Пјер Мороа, Лил Гледаоци: 12.070 Судије: Фернандо Роша, Еди Вијатор, Бенхамин Хименез Трухиљо |  |
| 13. септембар 2015. 12:00 | Извјештај | Четвртине: 13:20, 18:28, 12:17, 16:15                      |         |                                   | Стадион Пјер Мороа, Лил Гледаоци: 12.070 Судије: Фернандо Роша, Еди Вијатор, Бенхамин Хименез Трухиљо |  |
| 13. септембар 2015. 12:00 | Извјештај | Поени: Богдановић 12 Скокови: Хезоња 9 Асистенције: Укић 5 |         | Весели 20 Весели 13 Саторански 11 | Стадион Пјер Мороа, Лил Гледаоци: 12.070 Судије: Фернандо Роша, Еди Вијатор, Бенхамин Хименез Трухиљо |  |

| 13. септембар 2015. 14:30 | Извјештај | Србија                                                         | 94 : 81 | Финска                             | Стадион Пјер Мороа, Лил Гледаоци: 12.128 Судије: Роберт Лотермозер, Борис Рижик, Сержио Силва |  |
| 13. септембар 2015. 14:30 | Извјештај | Четвртине: 23:24, 25:19, 23:21, 23:17                          |         |                                    | Стадион Пјер Мороа, Лил Гледаоци: 12.128 Судије: Роберт Лотермозер, Борис Рижик, Сержио Силва |  |
| 13. септембар 2015. 14:30 | Извјештај | Поени: Радуљица 27 Скокови: Бјелица 14 Асистенције: Теодосић 9 |         | Салин 26 Марфи 8 Копонен, Вилсон 4 | Стадион Пјер Мороа, Лил Гледаоци: 12.128 Судије: Роберт Лотермозер, Борис Рижик, Сержио Силва |  |

| 13. септембар 2015. 18:30 | Извјештај | Израел                                                | 52 : 82 | Италија                       | Стадион Пјер Мороа, Лил Гледаоци: 14.742 Судије: Матеј Болтаузер, Сретен Радовић, Јургис Лауринавичијус |  |
| 13. септембар 2015. 18:30 | Извјештај | Четвртине: 13:22, 17:18, 9:28, 13:14                  |         |                               | Стадион Пјер Мороа, Лил Гледаоци: 14.742 Судије: Матеј Болтаузер, Сретен Радовић, Јургис Лауринавичијус |  |
| 13. септембар 2015. 18:30 | Извјештај | Поени: Мекел 20 Скокови: Каспи 6 Асистенције: Мекел 3 |         | Ђентиле 27 Мели 7 Чинчарини 5 | Стадион Пјер Мороа, Лил Гледаоци: 14.742 Судије: Матеј Болтаузер, Сретен Радовић, Јургис Лауринавичијус |  |

| 13. септембар 2015. 21:00 | Извјештај | Литванија                                                          | 85 : 81 | Грузија                                      | Стадион Пјер Мороа, Лил Гледаоци: 16.953 Судије: Луиђи Ламоника, Миливоје Јовчић, Јакуб Замојски |  |
| 13. септембар 2015. 21:00 | Извјештај | Четвртине: 17:20, 22:20, 22:22, 23':19                             |         |                                              | Стадион Пјер Мороа, Лил Гледаоци: 16.953 Судије: Луиђи Ламоника, Миливоје Јовчић, Јакуб Замојски |  |
| 13. септембар 2015. 21:00 | Извјештај | Поени: Мачијулис 34 Скокови: Мачијулис 6 Асистенције: Калнијетис 7 |         | Пачулија 23 Пачулија, Саникидзе 7 Цинцадзе 5 | Стадион Пјер Мороа, Лил Гледаоци: 16.953 Судије: Луиђи Ламоника, Миливоје Јовчић, Јакуб Замојски |  |

### Четвртфинале
| 15. септембар 2015. 18:30 | Извјештај | Шпанија                                                  | 73 : 71 | Грчка                               | Стадион Пјер Мороа, Лил Гледаоци: 17.864 Судије: Луиђи Ламоника, Илија Белошевић, Фернандо Роша |  |
| 15. септембар 2015. 18:30 | Извјештај | Четвртине: 14:14, 25:18, 16:25, 18:14                    |         |                                     | Стадион Пјер Мороа, Лил Гледаоци: 17.864 Судије: Луиђи Ламоника, Илија Белошевић, Фернандо Роша |  |
| 15. септембар 2015. 18:30 | Извјештај | Поени: Гасол 27 Скокови: Гасол 9 Асистенције: Родригез 5 |         | Калатес 14 Антетокумбо 17 Калатес 7 | Стадион Пјер Мороа, Лил Гледаоци: 17.864 Судије: Луиђи Ламоника, Илија Белошевић, Фернандо Роша |  |

| 15. септембар 2015. 21:00 | Извјештај | Француска                                                       | 84 : 70 | Летонија                                | Стадион Пјер Мороа, Лил Гледаоци: 22.076 Судије: Роберт Лотермозер, Миливоје Јовчић, Синиша Херцег |  |
| 15. септембар 2015. 21:00 | Извјештај | Четвртине: 21:25, 19:13, 16:7, 28:25                            |         |                                         | Стадион Пјер Мороа, Лил Гледаоци: 22.076 Судије: Роберт Лотермозер, Миливоје Јовчић, Синиша Херцег |  |
| 15. септембар 2015. 21:00 | Извјештај | Поени: Паркер 18 Скокови: Ломбах-Кахуди 8 Асистенције: Паркер 6 |         | Јаниченокс 16 Фрејманис 8 Стрелнијекс 7 | Стадион Пјер Мороа, Лил Гледаоци: 22.076 Судије: Роберт Лотермозер, Миливоје Јовчић, Синиша Херцег |  |

| 16. септембар 2015. 18:30 | Извјештај | Србија                                                       | 89 : 75 | Чешка                                     | Стадион Пјер Мороа, Лил Гледаоци: 8.726 Судије: Кристос Кристодулу, Ољегс Латишевс, Емин Могулкоч |  |
| 16. септембар 2015. 18:30 | Извјештај | Четвртине: 21:21, 24:21, 22:21, 22:12                        |         |                                           | Стадион Пјер Мороа, Лил Гледаоци: 8.726 Судије: Кристос Кристодулу, Ољегс Латишевс, Емин Могулкоч |  |
| 16. септембар 2015. 18:30 | Извјештај | Поени: Ерцег 20 Скокови: Бјелица 10 Асистенције: Теодосић 14 |         | Весели 23 Весели 10 Пумпрла, Саторански 4 | Стадион Пјер Мороа, Лил Гледаоци: 8.726 Судије: Кристос Кристодулу, Ољегс Латишевс, Емин Могулкоч |  |

| 16. септембар 2015. 21:00 | Извјештај | Италија                                                        | 85 : 95 | Литванија                                     | Стадион Пјер Мороа, Лил Гледаоци: 13.173 Судије: Емилио Перез, Сретен Радовић, Милош Кољеншић |  |
| 16. септембар 2015. 21:00 | Извјештај | Четвртине: 20:21, 16:16, 23:23, 20:19, 6:16                    |         |                                               | Стадион Пјер Мороа, Лил Гледаоци: 13.173 Судије: Емилио Перез, Сретен Радовић, Милош Кољеншић |  |
| 16. септембар 2015. 21:00 | Извјештај | Поени: Барњани 21 Скокови: Галинари 6 Асистенције: Чинчарини 5 |         | Валанчијунас 26 Валанчијунас 15 Калнијетис 11 | Стадион Пјер Мороа, Лил Гледаоци: 13.173 Судије: Емилио Перез, Сретен Радовић, Милош Кољеншић |  |

### Бараж квалификације за олимпијске игре
| 17. септембар 2015. 16:00 | Извјештај | Грчка                                                                   | 97 : 90 | Летонија                             | Стадион Пјер Мороа, Лил Судије: Сретен Радовић, Матеј Болтаузер , Бенхамин Хименез Трухиљо |  |
| 17. септембар 2015. 16:00 | Извјештај | Четвртине: 17:24, 20:20, 23:17, 37:29                                   |         |                                      | Стадион Пјер Мороа, Лил Судије: Сретен Радовић, Матеј Болтаузер , Бенхамин Хименез Трухиљо |  |
| 17. септембар 2015. 16:00 | Извјештај | Поени: Бурусис 20 Скокови: Куфос, Антетокумбо 7 Асистенције: Спанулис 4 |         | Јаниченокс 22 Мејерис 6 Стрелниекс 7 | Стадион Пјер Мороа, Лил Судије: Сретен Радовић, Матеј Болтаузер , Бенхамин Хименез Трухиљо |  |

| 17. септембар 2015. 18:30 | Извјештај | Чешка                                                         | 70 : 85 | Италија                          | Стадион Пјер Мороа, Лил Гледаоци: 15.004 Судије: Роберт Лотермозер, Миливоје Јовчић, Еди Вијатор |  |
| 17. септембар 2015. 18:30 | Извјештај | Четвртине: 21:21, 16:21, 17:32, 16:11                         |         |                                  | Стадион Пјер Мороа, Лил Гледаоци: 15.004 Судије: Роберт Лотермозер, Миливоје Јовчић, Еди Вијатор |  |
| 17. септембар 2015. 18:30 | Извјештај | Поени: Весели 26 Скокови: Весели 12 Асистенције: Саторански 6 |         | Барњани 21 Галинари 8 Белинели 4 | Стадион Пјер Мороа, Лил Гледаоци: 15.004 Судије: Роберт Лотермозер, Миливоје Јовчић, Еди Вијатор |  |

### Утакмица за седмо мјесто
| 18. септембар 2015. 18:30 | Извјештај | Летонија                                               | 70 : 97 | Чешка                     | Стадион Пјер Мороа, Лил Гледаоци: 11.362 Судије: Илија Белошевић, Матеј Болтаузер, Милош Кољеншић |  |
| 18. септембар 2015. 18:30 | Извјештај | Четвртине: 23:28, 13:29, 9:23, 25:17                   |         |                           | Стадион Пјер Мороа, Лил Гледаоци: 11.362 Судије: Илија Белошевић, Матеј Болтаузер, Милош Кољеншић |  |
| 18. септембар 2015. 18:30 | Извјештај | Поени: Тима 11 Скокови: Берзињш 8 Асистенције: Пеинерс |         | Весели 24 Весели 6 Шилб 7 | Стадион Пјер Мороа, Лил Гледаоци: 11.362 Судије: Илија Белошевић, Матеј Болтаузер, Милош Кољеншић |  |

### Полуфинале
| 17. септембар 2015. 21:00 | Извјештај | Шпанија                                                                           | 80 : 75 | Француска                    | Стадион Пјер Мороа, Лил Гледаоци: 26.922 Судије: Христос Христодулу, Борис Рижик, Фернандо Роша |  |
| 17. септембар 2015. 21:00 | Извјештај | Четвртине: 17:20, 15:13, 16:23, 18:10, 14:9                                       |         |                              | Стадион Пјер Мороа, Лил Гледаоци: 26.922 Судије: Христос Христодулу, Борис Рижик, Фернандо Роша |  |
| 17. септембар 2015. 21:00 | Извјештај | Поени: П. Гасол 40 Скокови: П. Гасол, Клавер 6 Асистенције: Рибас, Љуљ, Миротић 3 |         | де Коло 14 Гобер 13 Паркер 5 | Стадион Пјер Мороа, Лил Гледаоци: 26.922 Судије: Христос Христодулу, Борис Рижик, Фернандо Роша |  |

| 18. септембар 2015. 21:00 | Извјештај | Србија                                                                       | 64 : 67 | Литванија                                 | Стадион Пјер Мороа, Лил Гледаоци: 20.042 Судије: Емилио Перез, Ољегс Латишевс, Емин Могулкоч |  |
| 18. септембар 2015. 21:00 | Извјештај | Четвртине: 17–22, 17:13, 9:13, 21:19                                         |         |                                           | Стадион Пјер Мороа, Лил Гледаоци: 20.042 Судије: Емилио Перез, Ољегс Латишевс, Емин Могулкоч |  |
| 18. септембар 2015. 21:00 | Извјештај | Поени: Теодосић 16 Скокови: три играча 4 Асистенције: Теодосић, Богдановић 3 |         | Валанчијунас 15 Кузминскас 9 Калнијетис 9 | Стадион Пјер Мороа, Лил Гледаоци: 20.042 Судије: Емилио Перез, Ољегс Латишевс, Емин Могулкоч |  |

### Утакмица за треће мјесто
| 20. септембар 2015. 14:00 | Извјештај | Француска                                                | 81 : 68 | Србија                              | Стадион Пјер Мороа, Лил Гледаоци: 24.092 Судије: Христос Христодулу, Роберт Лотермозер, Фернандо Роша |  |
| 20. септембар 2015. 14:00 | Извјештај | Четвртине: 16:16, 21:16, 21:12, 23:24                    |         |                                     | Стадион Пјер Мороа, Лил Гледаоци: 24.092 Судије: Христос Христодулу, Роберт Лотермозер, Фернандо Роша |  |
| 20. септембар 2015. 14:00 | Извјештај | Поени: де Коло 20 Скокови: Гобер 14 Асистенције: Дијао 6 |         | Богдановић 14 Радуљица 8 Радуљица 4 | Стадион Пјер Мороа, Лил Гледаоци: 24.092 Судије: Христос Христодулу, Роберт Лотермозер, Фернандо Роша |  |

### Финале
| 20. септембар 2015. 19:00 | Извјештај | Шпанија                                                         | 80 : 63 | Литванија                                          | Стадион Пјер Мороа, Лил Гледаоци: 27.372 Судије: Луиђи Ламоника, Илија Белошевић, Борис Рижик |  |
| 20. септембар 2015. 19:00 | Извјештај | Четвртине: 19:8, 22:25, 19:10, 20:20                            |         |                                                    | Стадион Пјер Мороа, Лил Гледаоци: 27.372 Судије: Луиђи Ламоника, Илија Белошевић, Борис Рижик |  |
| 20. септембар 2015. 19:00 | Извјештај | Поени: П. Гасол 25 Скокови: П. Гасол 12 Асистенције: Родригез 6 |         | Калнијетис, Сејбутис 13 Валанчјунас 9 Калнијетис 5 | Стадион Пјер Мороа, Лил Гледаоци: 27.372 Судије: Луиђи Ламоника, Илија Белошевић, Борис Рижик |  |

## Награде
| 2° место Литванија | Победник 39. Европског првенства у кошарци 2015. Шпанија 3° титула | 3° место Француска |

| Најкориснији играч (МВП) |
| ------------------------ |
| Пау Гасол                |

## Најбоља петорка првенства
- Серхио Родригез
- Нандо де Коло
- Јонас Мачијулис
- Јонас Валанчјунас
- Пау Гасол

## Коначан пласман
| 1. место 2. место 3. место 4. место | Од 5. до 8. места Од 9. до 16. места Од 17. до 24. места |

| Позиција | Репрезентација      |
| -------- | ------------------- |
|          | Шпанија             |
|          | Литванија           |
|          | Француска           |
| 4.       | Србија              |
| 5.       | Грчка               |
| 6.       | Италија             |
| 7.       | Чешка               |
| 8.       | Летонија            |
| 9.       | Хрватска            |
| 10.      | Израел              |
| 11.      | Пољска              |
| 12.      | Словенија           |
| 13.      | Белгија             |
| 14.      | Турска              |
| 15.      | Грузија             |
| 16.      | Финска              |
| 17.      | Русија              |
| 18.      | Немачка             |
| 19.      | Северна Македонија  |
| 20.      | Естонија            |
| 21.      | Холандија           |
| 22.      | Украјина            |
| 23.      | Босна и Херцеговина |
| 24.      | Исланд              |

|  | Директан пласман на Љетње олимпијске игре 2016.               |
|  | Учествоваће на квалификацијама за Љетње олимпијске игре 2016. |